# アフガニスタンのスポーツ
アフガニスタンのスポーツでは、アフガニスタン・イスラム首長国におけるスポーツについて記述する。

## 概要
アフガニスタンでは、アフガンスポーツ連盟によって国内のスポーツが運営されており、クリケットやサッカー、バスケットボール、バレーボール、ハンドボール、陸上競技、ボウリング、チェスなどが行われている。特にクリケットとサッカーは人気がある。

## オリンピック
アフガニスタンは、夏季オリンピックには15大会に出場している。しかし、冬季オリンピックには未出場である。なお、冬季大会出場を目指す2人の男性が冬にスキーツアーが行われているバーミヤーンを拠点に練習しており、外国人のジャーナリストやスキー会社の支援を受けサンモリッツで遠征練習を重ね、2022年北京オリンピックを目指していたが、出場はならなかった。

## 団体競技

### クリケット
クリケットは、アフガニスタンで最も人気のあるスポーツである。2018年にトゥエンティ20方式の国内リーグである「アフガニスタン・プレミアリーグ」が開始された。ほとんどのスポーツが禁止されていたターリバーン政権下（1996年-2001年）において、国内人気の高いクリケットは2000年に例外的に禁止措置を解除されたスポーツであった。クリケットアフガニスタン代表は2001年に結成され、2009年のクリケット・ワールドカップ予選や2010年「ワールドクリケットリーグ・ディビジョン1」に出場した。また、国内レベルでは州同士で試合をしている。

### サッカー
サッカーアフガニスタン代表は1922年に、アフガニスタンサッカー連盟（AFF）は1933年に設立され、1948年に国際サッカー連盟（FIFA）に、1954年にはアジアサッカー連盟（AFC）に加盟した。なお、1984年から2003年まではアフガニスタン紛争のため国際大会には出場していなかった。国内サッカーリーグは、クリケットリーグよりも早い2012年に「アフガン・プレミアリーグ」が創設された。同年の優勝決定戦では、スタジアムが満員となる4,000人を超える観客が集まった。
サッカーアフガニスタン女子代表は2010年に設立された。FIFA女子ワールドカップおよびAFC女子アジアカップには未出場である。アマーヌッラー・ハーンの時代に建設されたガジ・スタジアム（国立競技場）は、かつてタリバン政府において公開処刑場に使用された。現在スタジアムは主にサッカーで使用され、近隣諸国とだけでなく州同士の試合でも用いられている。

### バレーボール
バレーボールもクリケットやサッカーに次いで、人気の高いスポーツである。なお、2010年に国内北西部で車を使った自爆テロが発生し、30人が死亡し52人が負傷した。さらに2014年11月23日には南東部のパクティカ州で、バレーボールの試合中に観客席で自爆テロが行われ、少なくとも45人が死亡し60人が負傷した。

## 個人競技

### ボクシング
2012年10月30日、国内初のプロボクシング興行がWBO主催で開催され、ハミド・ラヒミがTKO勝利を飾った。

### ブズカシ
アフガニスタンや、他の中央アジアの国などでも盛んな伝統スポーツにブズカシがある。

### セパタクロー
アフガニスタンでセパタクローも盛んであり、人気スポーツの中の一つとされている。